# Adjica

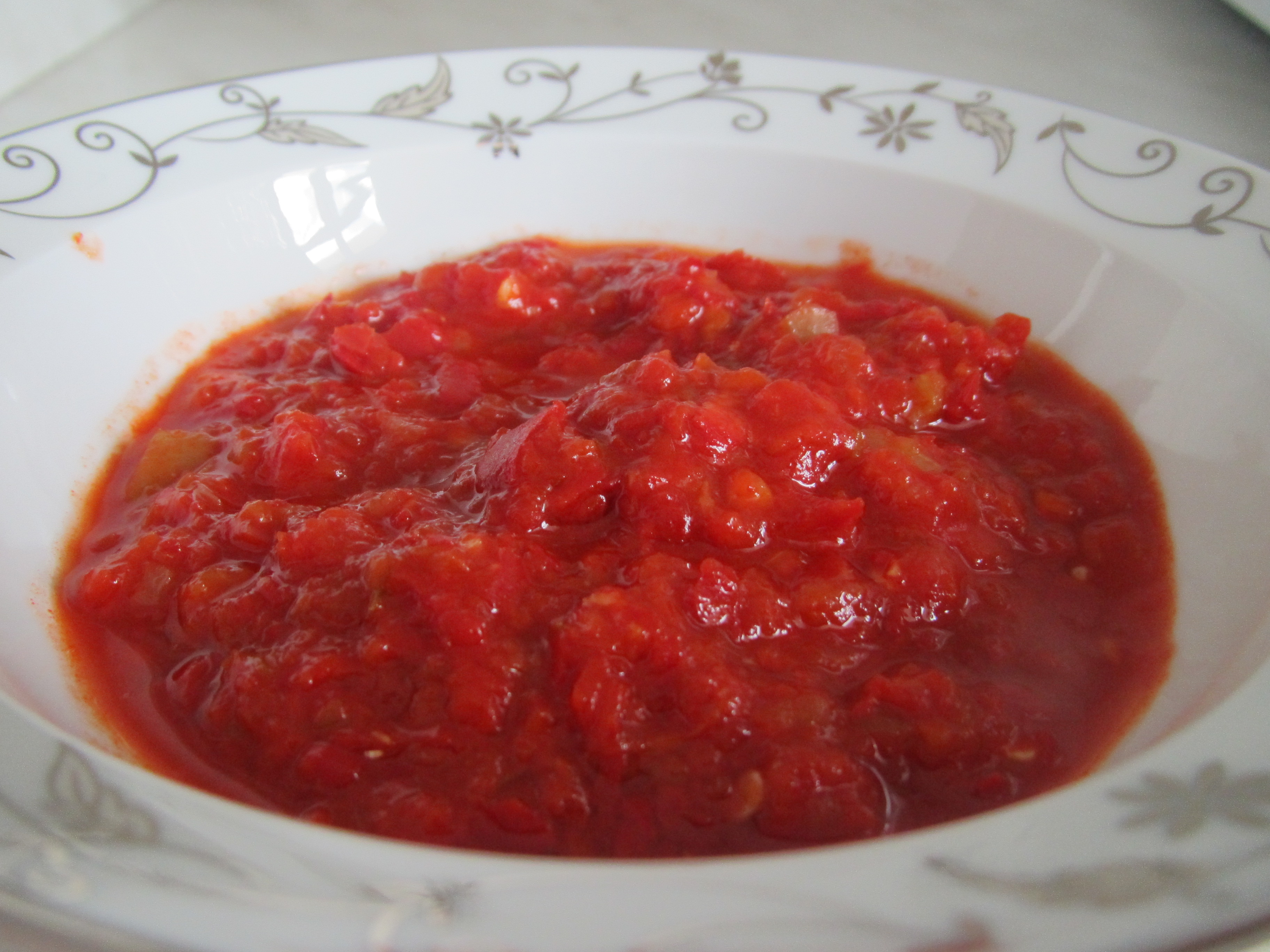
Adjica

Adjica (în georgiană: აჯიკა, în abhază: Аџьыка, în azeră: Adjika) este un condiment picant de origine georgiană pe bază de ardei roșu și sare, cu usturoi. Are de obicei culoare roșie, dar poate fi folosit în compoziție și piper verde. 
Roșiile nu fac parte din compoziția adjicăi tradiționale, dar unele sosuri ce conțin și roșii sunt denumite incorect adjica.
În limba abhază cuvântul adjica înseamnă pur și simplu "sare".

## Legături externe
- Despre Adjică la Timpul.md
- Adjica moldoveneasca Arhivat în 7 noiembrie 2014, la Wayback Machine. - o rețetă